# Leone Valença
Francisco Leone de Souza Valença CavMM (São Bento do Una, 30 de outubro de 1932) é um cirurgião dentista e compositor brasileiro, autor da música "Recordando São Bento", hino de sua cidade natal.

## Biografia
Nasceu na cidade de São Bento do Una no dia 30 de outubro de 1932. Seus primeiros estudos foram feitos na cidade de São Bento do Una, o 2º grau no Colégio Padre Félix, no Recife; em nível de 3º grau é formado em Odontologia pela Universidade Federal de Pernambuco, tendo concluído em 1961. É aposentado pelo Instituto Nacional da Segurida Social, foi Secretário de Cultura no governo Paulo Bodinho de 1993 a 1996 e no governo Paulo Afonso de 2001 a 2004 da Prefeitura Municipal de São Bento do Una.
Em março de 1993, Leone foi admitido pelo presidente Itamar Franco à Ordem do Mérito Militar no grau de Cavaleiro especial.
Artisticamente foi influenciado pelo seu irmão Nelson Valença, detentor de inúmeros sucessos gravados pelo imortal Luiz Gonzaga. Com esta influência, Leone Valença tornou-se um grande compositor, gravando na década de 80 Recordando São Bento, oficialmente reconhecido como o hino da cidade, e em parceria compôs também o hino da Escola Estadual Rodolfo Paiva. Além de compositor, LEONE VALENÇA é também, poeta caricaturista, desenhista, poeta e grande pesquisador da história de São Bento do Una. Grande desportista, foi o fundador da Associação São-bentense de Atletismo (ASA), bem como, destacando-se como jogador..